# Raves
Raves – miejscowość i gmina we Francji, w regionie Grand Est, w departamencie Wogezy.
Według danych na rok 1990 gminę zamieszkiwały 333 osoby, a gęstość zaludnienia wynosiła 83 osoby/km² (wśród 2335 gmin Lotaryngii Raves plasuje się na 721. miejscu pod względem liczby ludności, natomiast pod względem powierzchni na miejscu 1094.).